# Свинярець
Свинярець (хорв. Svinjarec) — населений пункт у Хорватії, в Загребській жупанії у складі громади Дубрава.

## Населення
Населення за даними перепису 2011 року становило 53 осіб.
Динаміка чисельності населення поселення:

## Клімат
Середня річна температура становить 10,83 °C, середня максимальна – 24,87 °C, а середня мінімальна – -5,65 °C. Середня річна кількість опадів – 806 мм.
| Клімат поселення                              | Клімат поселення | Клімат поселення | Клімат поселення | Клімат поселення | Клімат поселення | Клімат поселення | Клімат поселення | Клімат поселення | Клімат поселення | Клімат поселення | Клімат поселення | Клімат поселення | Клімат поселення |
| Показник                                      | Січ.             | Лют.             | Бер.             | Квіт.            | Трав.            | Черв.            | Лип.             | Серп.            | Вер.             | Жовт.            | Лист.            | Груд.            |                  |
| Середній максимум, °C                         | 5,88             | 7,95             | 12,51            | 16,89            | 21,77            | 24,87            | 24,07            | 23,56            | 19,58            | 14,64            | 9,31             | 4,65             |                  |
| Середня температура, °C                       | 0,12             | 2,20             | 6,74             | 11,12            | 16,01            | 19,10            | 20,55            | 20,03            | 16,05            | 11,11            | 5,80             | 1,13             |                  |
| Середній мінімум, °C                          | −5,65            | −3,56            | 1,00             | 5,37             | 10,25            | 13,34            | 17,02            | 16,51            | 12,53            | 7,59             | 2,26             | −2,39            |                  |
| Норма опадів, мм                              | 45               | 44               | 51               | 62               | 74               | 88               | 76               | 75               | 74               | 74               | 81               | 62               |                  |
| Середньомісячна швидкість вітру, м/с          | 2.07             | 2.30             | 2.70             | 2.50             | 2.31             | 2.10             | 2.10             | 1.90             | 1.90             | 2.00             | 2.10             | 2.09             |                  |
| Середньомісячна сонячна радіація, кДж/м²·день | 4088             | 6908             | 10668            | 15114            | 19340            | 21425            | 22186            | 19407            | 14271            | 8842             | 4585             | 3324             |                  |
| --------------------------------------------- | ---------------- | ---------------- | ---------------- | ---------------- | ---------------- | ---------------- | ---------------- | ---------------- | ---------------- | ---------------- | ---------------- | ---------------- | ---------------- |
| Джерело:                                      |                  |                  |                  |                  |                  |                  |                  |                  |                  |                  |                  |                  |                  |